# Gioventù bruciata
Gioventù bruciata – minialbum włoskiego rapera Mahmooda, wydany 21 września 2018 nakładem wydawnictw Island Records oraz Universal Music Italia. 
Minialbum w początkowej wersji zawierał pięć utworów. 30 listopada 2018 wydano pierwszą reedycję wydawnictwa, poszerzonego o tytułowy utwór „Gioventù bruciata”. 6 lutego 2019 wydano drugą reedycję minialbumu, tym razem poszerzoną o utwór „Soldi”.
Zaplanowano wydanie wersji fizycznej minialbumu na 1 marca 2019, do tego czasu EP był dostępny wyłącznie na platformach cyfrowych i strumieniowych.

## Lista utworów
Spis obejmuje utwory wydane na drugiej reedycji minialbumu.
1. „Soldi” – 3:15
2. „Gioventù bruciata” – 3:18
3. „Uramaki” – 2:56
4. „Anni 90” (feat. Fabri Fibra) – 3:19
5. „Asia occidente” – 3:49
6. „Milano Good Vibes” – 2:58
7. „Mai figlio unico” – 3:00